# Конституція 3 травня 1791 (картина)
Конституція від 3 травня 1791 року — картина Яна Матейка була створена у період січень-жовтень 1891 року. Однак у травні робота над нею була настільки просунутою, що можна було показати полотно на ювілейній виставці в Суконних рядах в м. Кракові з нагоди 100-річчя прийняття конституції.
Розмір картини 247 × 446 см. Він є у колекції Королівського замку у Варшаві.

## Історичні постаті й тематика картини

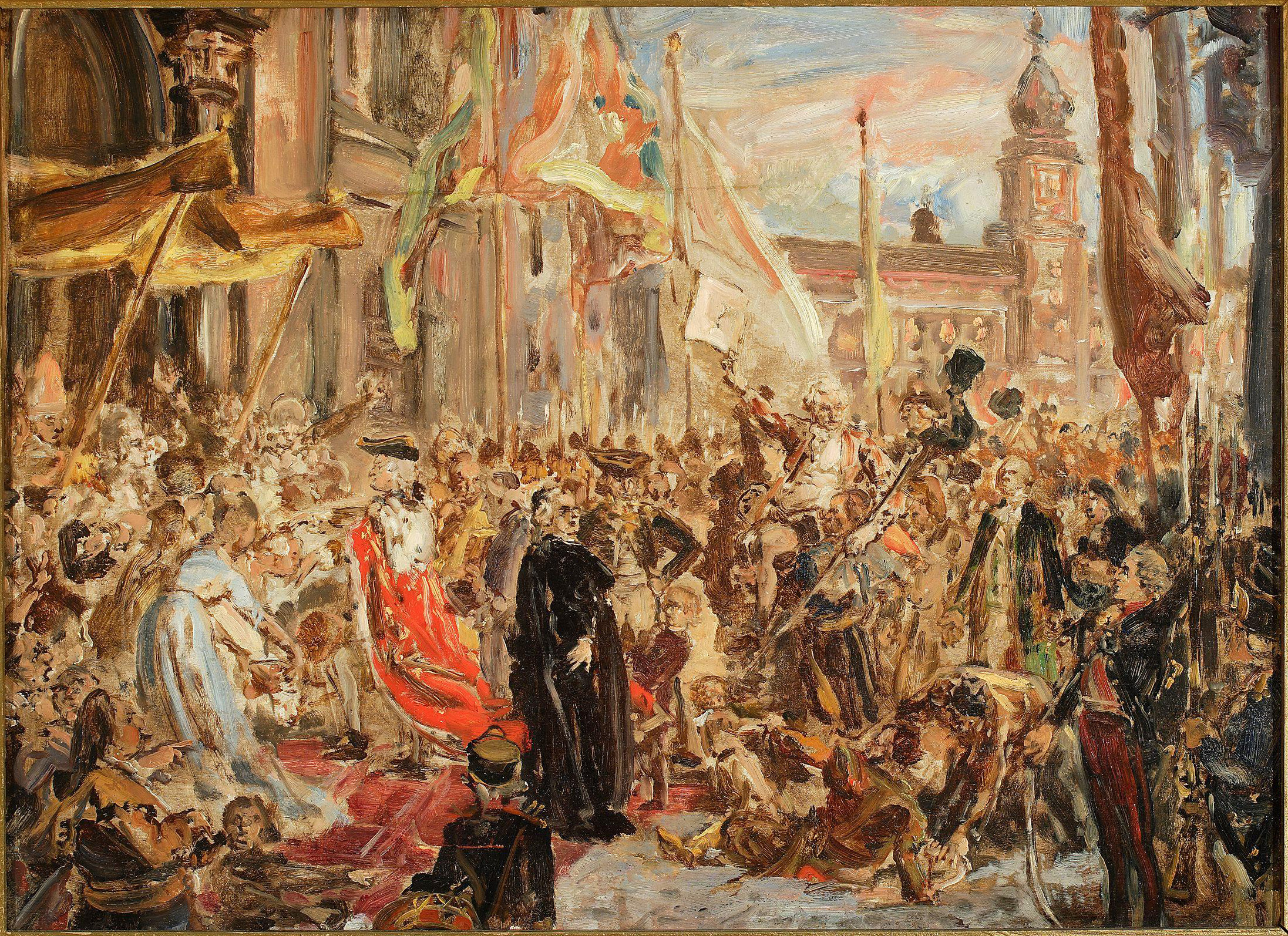
Ескіз маслом до картини, 1890 р., Національний музей у Варшаві

На полотні зображена процесія послів від Королівського замку до храму «святого Івана Хрестителя», щоби знову присягти на тексті конституції, прийнятої 3 травня 1791 р. Чотирирічним сеймом (1788—1792 рр.). Процесія йде вулицею Свентоянською серед натхненого натовпу мешканців м. Варшави. Прохід охороняють солдати, які подають зброю. На задньому плані, в кінці Свентоянської вулиці до Замкової площі, є фрагмент фасаду Королівського замку з Вежею Сигізмунда (Годинниковою вежею).
Центральною фігурою картини є маршалок Великого сейму Станіслав Малаховський, у лівій руці він тримає символ своєї влади маршалка, а правою рукою піднімає тріумфальним жестом текст конституції від 3 травня. Маршалка несуть післанці: Олександр Ліновський з Кракова та Ігнатій Висогота Закшевський. Вибір був не випадковим, бо обидва чоловіки представляють дві найважливіші землі Корони: Малу Польщу та Велику Польщу. Під правою рукою маршалка видно фігуру з рисами обличчя, що нагадують Тадеуша Костюшка з бинтом на голові, що може припустити пізніші травми голови в битві під Мацейовицями (1794).
Вгору сходами до храму «святого Івана Хрестителя» заходить Король Станіслав Август Понятовський, він на картині носить коронаційну мантію на плечах, хоча на той час історичний Станіслав Понятовський її не носив. Лавровим вінком під навісом Матейко намалював курляндську герцогиню Дороту Бірон, відразу за нею Ельжбету Грабовську — матір його дітей. Кланяючись біля дверей храму, президент м. Варшави Ян Декерт вітає короля з дочкою Маріанною (спиною до глядача в жовтій сукні). Хоча тоді історичний Декерт був уже мертвий, але Матейко намалював його в цій сцені навмисно, щоби показати роль буржуазії та прийняття Великим сеймом Закону про міста в квітні 1791 року.
У центрі картини є сцена, яка насправді відбулася в Королівському замку, посланник із Калішської землі Ян Сухожевський, який виступає проти конституції та реформ, намагається вбити свого сина ножем, але хлопчик відірвався від батька та руку з ножем зловив Станіслав Кубліцький, посол від Лівонії, один з найактивніших активістів прореформаторської партії в Сеймі. Колода карт випала з кишені Сухожевського — натяк на спосіб підкупу російським послом Штакельбергом та Браницьким. Посол від Каліша, хоч і не був хорошим гравцем, несподівано почав вигравати великі суми, одночасно енергійно набираючи партнерів зі столу.
Друга фігура, яку посли несуть на плечах, — Казимир Нестор Сапега, маршалок Литовської конфедерації, другий маршалок Великого сейму. Після Сапеги намалювано Анджея Гієроніма Замойського, автора кодифікації права Республіки Польща, включаючи вихователя своїх дітей та захисника селянської справи Станіслава Стазіча.
На коні в мундирі легкої кавалерії був намальований солдат легкої кавалерії у Варшавському герцогстві королівський племінник князь Юзеф Понятовський. У 1791 р. князь був командувачем столичного гарнізону. У центрі Матейко розмістив ще дві фігури, важливі для створення конституції: у вбранні священик Хуго Колонтай та за ним великий маршалок Литви Ігнацій Потоцький.

### Список історичних постатей
1. Станіслав Малаховський[pl] (1736—1809), маршалок Великого сейму
2. Олександр Ліновський[pl] (близько 1759—1820), посол на Великий сейм, прихильник конституції
3. Ігнатій Висогата Закжевський[pl] (1745—1802), посол на Великий сейм, прихильник конституції
4. Тадеуш Костюшко (1746—1817), генерал коронних військ
5. Казимир Нестор Сапега (1757—1798), маршалок Великого сейму
6. Джуліан Урсин Німцевич (1757—1841), посол на Великий сейм, співавтор конституції
7. Міхал Забело[pl] (1760—1815), посол на Великий сейм, прихильник конституції
8. Ян Сухожевський[pl] (помер у 1804 або 1809), посол на Великий сейм, опонент конституції
9. Станіслав Кубліцький[pl] (1750—1809), посол на Великий сейм, прихильник конституції
10. Францішек Ксаверій Браницький (близько 1730—1819), великий гетьман коронний, противник Конституції
11. Уго Колонтай (1750—1812), підканцлер коронний, співавтор конституції
12. Фелікс Турський (1720—1800), єпископ Краківський (або Тимотеуш Гоженський[pl], єпископ Смоленський)
13. Ігнацій Потоцький (1750—1809), великий маршалок литовський, співавтор конституції
14. Адам Казімєж Чарторийський (1734—1823), староста генеральний подільських земель, прихильник конституції
15. Сципіон Піатолі[pl] (1749—1809), приватний королівський секретар, співавтор конституції
16. Тадеуш Матушевич[pl] (1765—1819), посол на Великий сейм, співавтор конституції
17. Станіслав Август Понятовський (1732—1798), король Польщі
18. Ганна Шарлота Дорота фон Медем[pl] (1761—1821), герцогиня Курляндська (або Ружа Декертова, уроджена Мартинковська)
19. Ельжбета, уроджена Шидловська Грабовська (1748 / 9–1810), королівська коханка
20. Ян Декерт[pl] (1738—1790), президент міста Варшави
21. Антоній Станіслав Четвертинський-Святополк[pl] (1748—1794), опонент конституції
22. Антоній Полікарп Злотніцький[pl] (бл. 1750—1830), посол на Великий сейм, опонент конституції
23. Французький рояліст
24. Ян Кілінський (1760—1819), майстер-швець
25. Климент Марія Гофбауер (1751—1820), священик-редемпторист
26. Станіслав Стазіч (1755—1826), священик, діяч освіти
27. Анджей Ієронім Замойський (1716—1792), колишній воєвода Іновроцлавський, автор Замойського кодексу[pl]
28. Тимотеуш Гоженський[pl] (1743—1825), смоленський єпископ
29. Казимир Конопка[pl] (1769—1805), секретар Хуго Колонтая
30. Православний священик
31. Павел Ксаверій Бжостовський (1739—1827), священик (або Юзеф Стемпковський)
32. Антоні Тизенгауз (1733—1785), колишній управитель литовських королівських господарств
33. Селянин
34. Юзеф Понятовський (1763—1813), генерал коронних військ
35. Станіслав Мокроновський[pl] (1761—1821), посол на Великий сейм
36. Молодий єврей
37. Старий єврей